# Francesco Garbarino
Francesco Garbarino a été le 120e doge de Gênes du 18 juin 1669 au 18 juin 1671.